# 格里戈尔·姆加洛布利什维利
格里戈尔·姆加洛布利什维利（發音：[ɡɾiɡol mɡalobliʃʷili]；1973年10月7日—）格鲁吉亚政治家和外交官，自2009年6月26日起担任格鲁吉亚常驻北约代表。他曾短暂担任过格鲁吉亚总理。

## 早期生活和教育
格里戈尔·姆加洛布利什维利出生在格鲁吉亚的首都第比利斯一个苏联时期知识分子家庭 （页面存档备份，存于）。他1995年毕业于第比利斯国立大学，获得东方研究博士和硕士学位。1992年和1993年之间，姆加洛布利什维利花了一年时间在伊斯坦布尔大学，获得一个土耳其语言方面的学位证书。从1995年到2002年期间担任过翻译、专员、第一秘书和政治顾问等驻土耳其外交职务，2003年回国任格鲁吉亚外交部美国、加拿大、拉丁美洲司副主任，在此之前，2002年和2003年之间，就读于英国牛津大学研究生课程，学习外交研究。2004年曾短暂任外交部欧洲和欧洲一体化司主任，2005年调任格鲁吉亚驻土耳其大使，2006年10月20日正式就任，直到2008年10月27日总统米哈伊尔·萨卡什维利提名他担任格鲁吉亚总理。
姆加洛布利什维利已婚，有两个孩子，精通英语、德语、土耳其语和俄语。

## 总理
姆加洛布利什维利2008年11月1日被任命为总理，2008年12月8日内阁改组，外交、国防、教育部长换人。2008年12月下旬，俄罗斯媒体报道姆加洛布利什维利在办公室被总统萨卡什维利殴打，先是打了一耳光，然后抓起电话机砸到总理身上。格鲁吉亚国家元首做出这种极端行为的动机不详。据悉，无法忍受屈辱的姆加洛布利什维利总理事后立即写了辞职报告，但是据一些消息人士透露，萨卡什维利总统没有同意总理辞职的请求。
不久之后姆加洛布利什维利前往德国检查身体，回到格鲁吉亚后回应媒体“炒作和谣言”，此举引发了格鲁吉亚媒体反击俄罗斯媒体的报道是“荒谬的”。总统萨卡什维利也回应了谣言，说姆加洛布利什维利回归后“俄罗斯能冷静下来并将更多的注意力放在全球问题上。”
2009年1月30日，在一个新闻发布会上，姆加洛布利什维利以健康问题为由宣布辞职，说他已经建议总统考虑提名第一副总理兼财政部长尼卡·吉劳里担任总理。

## 驻北约大使
2009年6月26日，姆加洛布利什维利由格鲁吉亚议会确认担任北约常驻代表。后由列瓦兹·贝什泽(Revaz Beshidze)接任。